# Castillo de Bruce

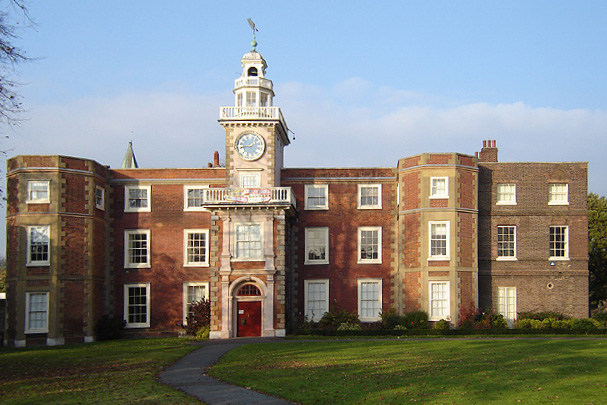
Fachada sur del Castillo de Bruce.

El Castillo de Bruce (en inglés Bruce Castle; anteriormente conocido como Lordship House, Casa del Señorío) es una finca catalogada oficialmente por el Reino Unido como uno de los Monumentos registrados del Reino Unido, grado I, perteneciente al siglo XVI y situada en la calle Lordship Lane del distrito de Tottenham, al norte de Londres. Recibe su nombre de la Casa de Bruce, que anteriormente poseyó las tierras donde ahora está el castillo. Anterior a este edificio existió una construcción de la que poco se sabe en la actualidad, de manera que la casa actual es una de las construcciones existentes realizadas en ladrillo cerámico más antiguas de Inglaterra. Fue remodelada en los siglos XVII, XVIII y XIX.
Fue la residencia de Sir William Compton, quien fuera uno de los cortesanos más prominentes durante el reinado de Enrique VIII de Inglaterra y quien obtuvo por primera vez el título de Barón de Coleraine, entre otras personalidades de distinta relevancia. En esta casa también vivió Sir Rowland Hill. Durante el siglo XIX funcionó como escuela, período en el cual se le adicionaron varias salas en el ala oeste, y en la actualidad funciona el Museo del Castillo de Bruce, que explora como temática principal la historia de las distintas áreas de lo que ahora constituye el Municipio Londinense de Haringey (en inglés: London Borough of Haringey), su estrecha conexión con Sir Rowland Hill y la historia del servicio postal nacional del Reino Unido conocido como Royal Mail. Este edificio también es la sede del archivo del municipio de Haringey. Desde 1892 su terreno se utiliza como parque público, el más antiguo del distrito de Tottenham.

## Origen del nombre

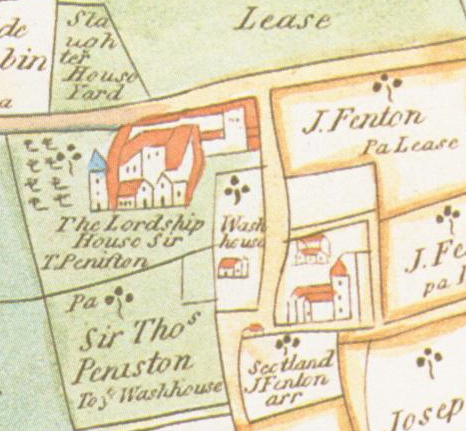
La primera descripción de la casa del año 1619, extraído del Mapa de la villa de Tottenahn, donde también puede observarse a la Iglesia de Todos los Santos (en inglés: All Hallows Church) y el priorato perteneciente a la época de los normandos, que hoy en día son las construcciones más antiguas de la zona.

El nombre Castillo de Bruce proviene de la familia de la Casa de Bruce, quienes históricamente fueron los dueños de un tercio del señorío de Tottenham. Sin embargo, nunca hubo un castillo en esta área, y es poco probable que la familia Bruce viviera en la zona. Después de su ascensión al trono de Escocia en 1306, Roberto I de Escocia perdió sus tierras dentro del territorio de Inglaterra, incluyendo las propiedades de los Bruce en Tottenham, dando fin a la relación de la familia con la región. Las tierras de la Casa de Bruce se concedieron a Richard Spigurnell y a Thomas Hethe.
Las tres partes de las tierras de la casa en Tottenham se unieron a principios del siglo XV bajo el dominio de la familia de Gedeney y ha permanecido así desde entonces. En todos los registros más antiguos la construcción es conocida como "Casa del Señorío". El nombre de Castillo de Bruce aparentemente fue adoptado por primera vez por el segundo barón de Coleraine Henry Hare (1635-1708), aunque Daniel Lysons supone en el The Environs of London de 1795 que en realidad el uso del nombre data de finales del siglo XVII.

## Arquitectura

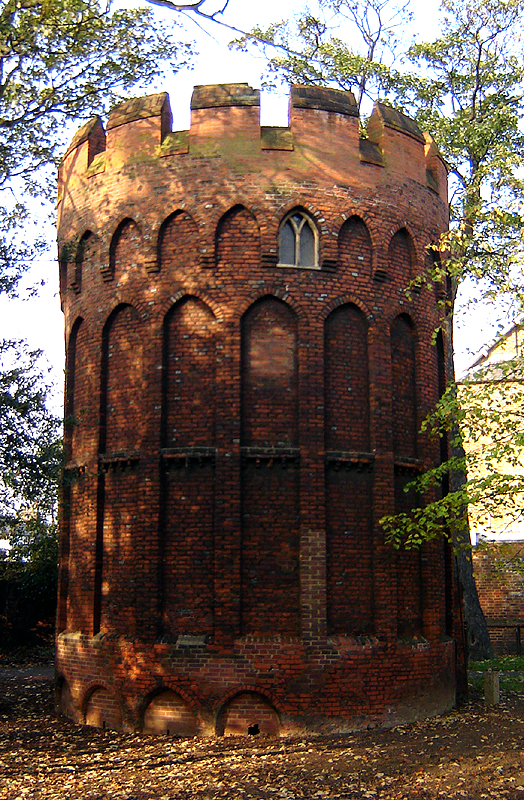
La torre del castillo.

La torre cilíndrica al estilo Tudor está separada y se encuentra al sureste de la casa principal. Generalmente es considerada como la construcción más temprana del lugar; sin embargo, Lysons supone que esta construcción es una adición posterior a la casa. Esta torre está construida con ladrillos rojos de fabricación local, tiene una altura de 6,4 metros y paredes de 91 cm de espesor. En el año 2006, unas excavaciones revelaron que la torre continúa a cierta distancia por debajo del nivel actual del suelo. En 1829 se describe a la torre, e indica que habría sido construida sobre un pozo y que fue utilizada como una lechería.
La fecha de la construcción de la casa es incierta y las fuentes difieren al respecto. Además, no existe registro alguno de su construcción, pero si existe alguna evidencia arqueológica que data algunas partes del edificio en el siglo XV. En la obra de William Robinson History and Antiquities of the Parish of Tottenham (en español: "Historia y antigüedades del vecindario de Tottenhan") de 1840, sugiere que la fecha de construcción de la casa es de alrededor del año 1514, sin embargo, la Royal Commission on Historic Monuments (Comisión Real de Monumentos Históricos) atribuye la construcción a finales del siglo XVI. Nikolaus Pevsner conjeturó que el frente de la casa pudo ser parte de una antigua casa con patio central en la cual el resto de la antigua estructura ya ha desaparecido.
La fachada principal de la mansión, considerada de "Grado I", ha sido sustancialmente remodelada con el paso del tiempo. La casa está construida con ladrillos rojos y con paredes de piedras labradas. En la fachada principal posee terminaciones de bahías simétricas labradas, con ventanas de cristales altas. La casa y su torre, apartada de la misma, son por mucho las construcciones más antiguas en las que se usó el ladrillo como elemento principal para su construcción en toda Inglaterra.
Henry Hare, segundo barón de Coleraine (1635-1708), supervisó una de las remodelaciones sustanciales de la casa en el año 1684, y gran parte de la fachada sur existente hoy en día data de esa fecha. Las bahías fueron ampliadas y el porche central fue reconstruido con muros de piedras labradas y pilastras, una cima con una barandilla o balaustre, una torre y una cúpula. Un plano de 1684 muestra el hall en el centro de la casa, con los cuartos de servicio al oeste y el salón principal al este. En el primer piso, el salón comedor se encontraba donde ahora está el hall principal, la habitación principal estaba sobre la cocina actual, y la recámara de una de las hijas se encontraba sobre el actual porche.
A comienzos del siglo XVIII Henry Hare, tercer barón de Coleraine (1694-1749), supervisó la remodelación de la parte norte de la casa, sobre el cual se construyeron varios cuartos adicionales y se colocó una gran cresta de armas de Coleraine sobre el frontón de la fachada norte. A finales del siglo XVIII, bajo la dirección del propietario James Townsend, la fachada angosta del lado este de la casa fue remodelada, convirtiéndola en una de las entradas principales del edificio. La intención era de darle a ese sector la apariencia de una típica casa de la arquitectura georgiana. En esa misma época, el ático a dos aguas del lado sur fue removido logrando así la altura y la apariencia actual de este sector del edificio. En un inventario realizado en el año 1789, con motivo de preparar la casa para su venta, figuran un recibidor, el salón principal, una sala de dibujos, el salón comedor y una sala de desayuno en la planta baja, con una biblioteca y una sala de billar en el primer piso.
A comienzos del siglo XIX el ala oeste de la casa fue demolida, dándole al edificio su apariencia simétrica que conserva hoy en día. La casa fue convertida en escuela y en 1870 se construyó una extensión de tres pisos con un estilo arquitectónico neogótico en el lado noroeste de la casa.
Las excavaciones realizadas por el Museo de Londres en 2006 pusieron al descubierto las marcas de los primeros cimientos realizados para la construcción original del sitio, del cual nada se sabe en la actualidad. En unos rollos del gobierno con registros financieros del año 1742 hay referencias a una reparación de un puente levadizo, lo que implica que el edificio de entonces tenía un foso. Inclusive existe un informe arqueológico de 1911 que hace una breve referencia de paso a «el reciente rellenado del foso».

## Primeros residentes

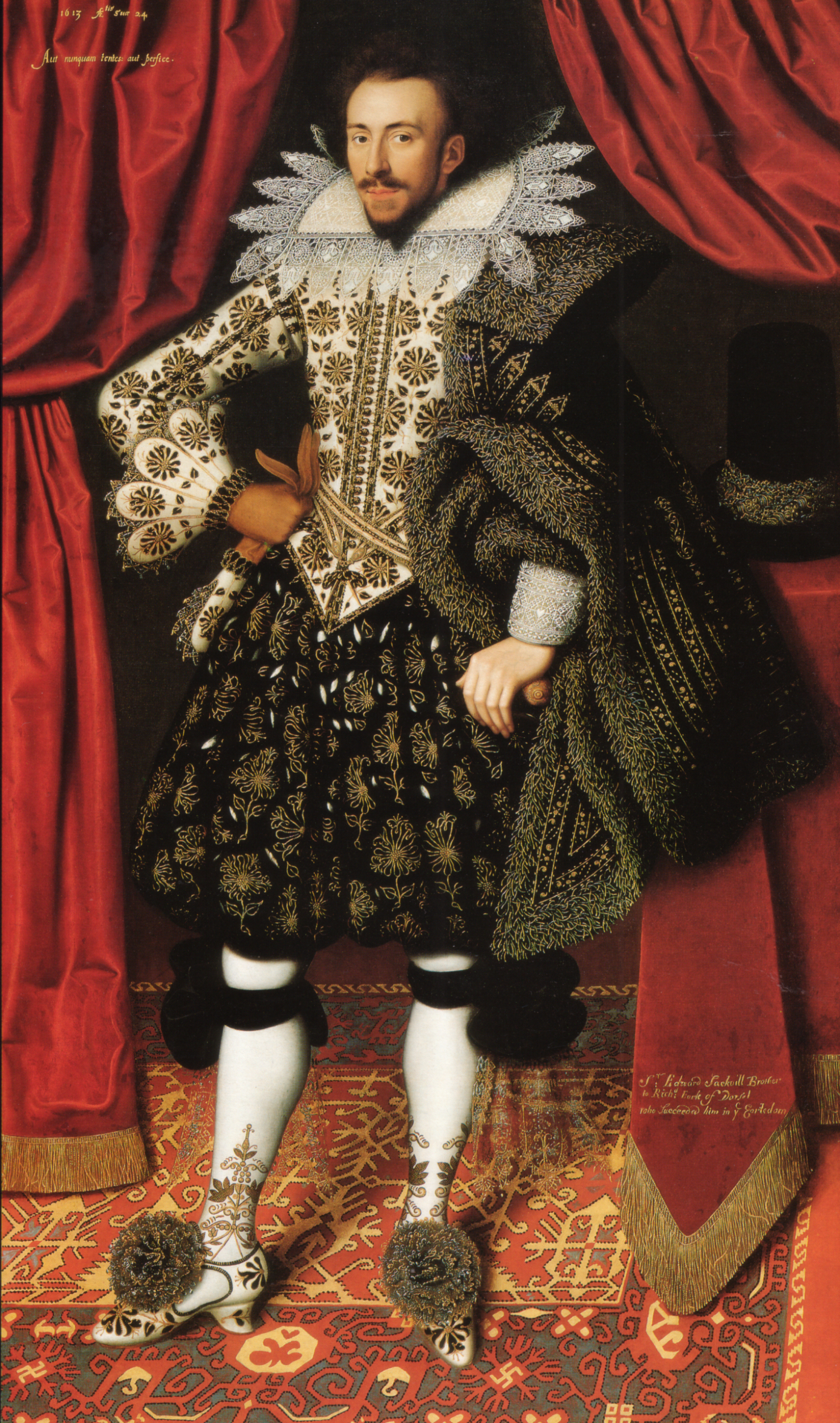
Richard Sackville, por William Larkin, perteneciente a la colección de Iveagh Bequest en la Casa Kenwood. La gran deuda de Sackville le obligó a vender la casa a Hugh Hare, primer barón de Coleraine.

En general se cree que el primer dueño de la casa fue Sir William Compton, un servidor de la casa del rey Enrique VIII de Inglaterra y uno de los cortesanos más prominentes de ese período, quien adquirió el señorío de Tottenham en 1514. Sin embargo, no existen registros que aseguren que Compton haya vivido en la casa. Por el contrario, hay evidencia que indica que el edificio fue construido en un período posterior.
La primera referencia conocida de la casa data del año 1516, cuando Enrique VIII se reunió con su hermana, Margarita Tudor, reina de Escocia, en la Casa Maister de Compton cerca de Tottenham. La familia Compton fue propietaria de la casa durante todo el siglo XVI, pero existen muy pocos registros en la actualidad sobre la casa o la familia en ese período.
A comienzos del siglo XVII la casa fue adquirida por Richard Sackville, tercer conde de Dorset, y por Lady Anne Clifford. Debido a la extravagante vida del conde Sackville y a sus deudas a causa del juego, tuvo que alquilar la aún llamada «Casa del Señorío» a Sir Thomas Peniston. Se rumoreaba que la esposa de Peniston, Martha, hija de Sir Thomas Temple, primer baronés de Stowe, era la amante del conde de Dorset. Posteriormente la casa fue vendida a un acaudalado terrateniente de Norfolk llamado Hugh Hare, primer barón de Coleraine.

## SigloXVII: La familia Hare

### Hugh Hare, primer barón de Coleraine
Hugh Hare (1606-1667) heredó una gran cantidad de dinero de su tío abuelo, Sir Nicholas Hare, quien fuera «Master of the Rolls» (en español:«Maestro de rollos», es el tercer magistrado más antiguo de Inglaterra y Gales). Cuando falleció su padre, su madre contrajo matrimonio con Henry Montagu, primer conde de Mánchester, haciendo que el joven Hugh Hare obtuviera rápidamente un alto cargo en la Corte de los nobles y en los círculos sociales más exclusivos. Hugh Hare se casó con la hija de Montagu en su primer matrimonio y adquirió el señorío de Tottenham, incluida La Casa del Señorío' en 1625, y fue investido con el título de Barón de Coleraine poco tiempo después.
Hugh estuvo estrechamente asociado a la corte del rey Carlos I de Inglaterra, y durante la Revolución inglesa su fortuna comenzó a disminuir. Su castillo Longford y la casa que poseía en Totteridge le fueron incautadas por las fuerzas del Parlamento, que posteriormente le fueron devueltas durante la era de la Restauración inglesa en muy mal estado. No han quedado registros acerca de Tottenham de este período en particular y poco se sabe de la distribución de las tierras, la historia de las familias y el estado o condición de la Casa del Señorío durante esta época conocida Mancomunidad de Inglaterra, donde el gobierno republicano comenzó a gobernar inicialmente Inglaterra (incluido Gales) y posteriormente Irlanda y Escocia desde 1649 hasta 1660. Hugh Hare falleció en su casa de Totteridge en 1667 debido a que se ahogó con un hueso de pavo mientras estaba bebiendo y riéndose a la vez. Fue sucedido por su hijo Henry Hare, segundo barón de Coleraine.

### Henry Hare, segundo barón de Coleraine
Henry Hare (1635-1708) se radicó en la entonces llamada «Casa del Señorío», y la renombró como el «Castillo de Bruce» en honor al área histórica con estrecha conexión a la Casa de Bruce. Henry fue un notable historiador y autor del primer trabajo de historia de Tottenham. Se crio en la casa de la familia Hare en Totteridge, y no se sabe cuándo se trasladó al señorío de Tottenham. Al momento del nacimiento de su primer hijo, Hugh, en 1668, la familia todavía vivían en Totteridge, mientras que cuando falleció su primera esposa Constantia, en 1680, la familia ya se había radicado en el Castillo de Bruce. Según los relatos de Hare, Constantia fue sepultada en el cementerio adyacente a la Iglesia de todos los Santos, en Tottenham. Sin embargo, el registro párroco de este período está completo y no hay mención de la muerte de Constantia ni de su sepultura.

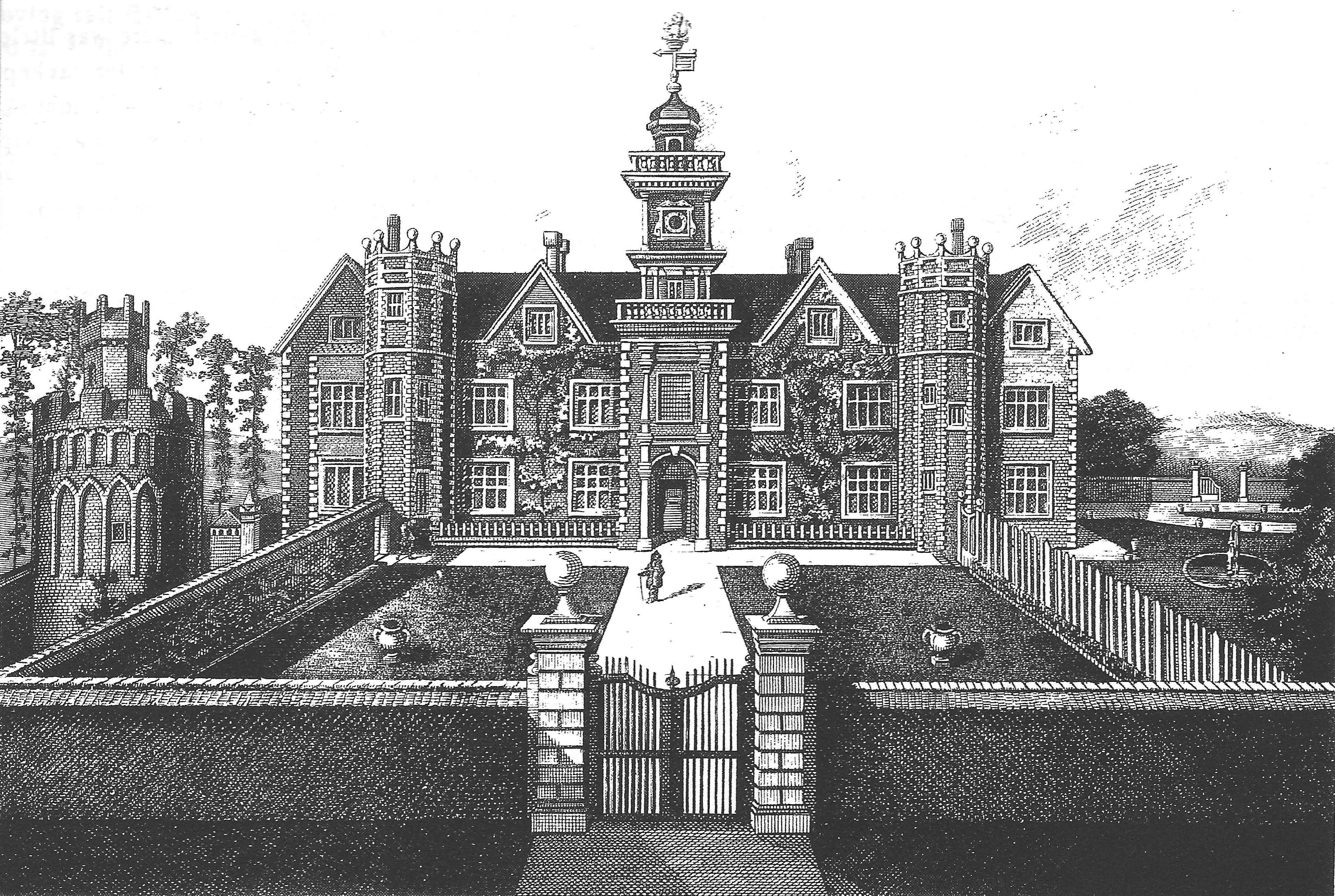
El Castillo de Bruce a finales del luego de las modificaciones realizadas por Henry Hare

Después de la muerte de Constantia, Hare contrajo matrimonio con Sarah Alston. Ellos ya habían estado comprometidos anteriormente en 1661, pero ella se casó con John Seymour, cuarto duque de Somerset. Existe evidencia que indica que durante el lapso en que Sarah se casa con Seymour y hasta que Hare se casa con Constantia, ellos mantuvieron una sostenida relación.
La casa fue sustancialmente remodelada durante 1684, tras el matrimonio de Henry Hare con la recientemente enviudada duquesa de Somerset, y gran parte de la fachada actual del lado sur fue construida durante esta reforma. La principal característica de la nueva fachada es la torre central con su belvedere diseñado con una serie de motivos repetidos típicos del Renacimiento de Inglaterra de finales del siglo XVI y principios del siglo XVII, (la casa de la familia Compton en Warwickshire conocida como el Castillo Ashby también, fue remodelada con el estilo del renacimiento inglés, donde se le realizaron varias mejoras). La Casa Hatfield, construida en las cercanías de Londres, tenía una torre central similar a la del Castillo de Bruce, construida en 1611, al igual que la casa Blickling Hall en Norfolk, construida aproximadamente en el año 1616. Sin embargo, en cuanto a su semejanza, la casa parece favorecer el estilo del Burton Agnes Hall construido entre los años 1601 y 1610.

### La dama fantasmal del Castillo de Bruce
Aunque fuentes como el trabajo de Pegram suponen que Constantia se suicidó a causa de la relación que mantenía su esposo Hare y la duquesa de Somerset, poco se sabe realmente sobre su vida y sobre las circunstancias de su temprana muerte y se dice que su fantasma supuestamente se cierne sobre el castillo. 

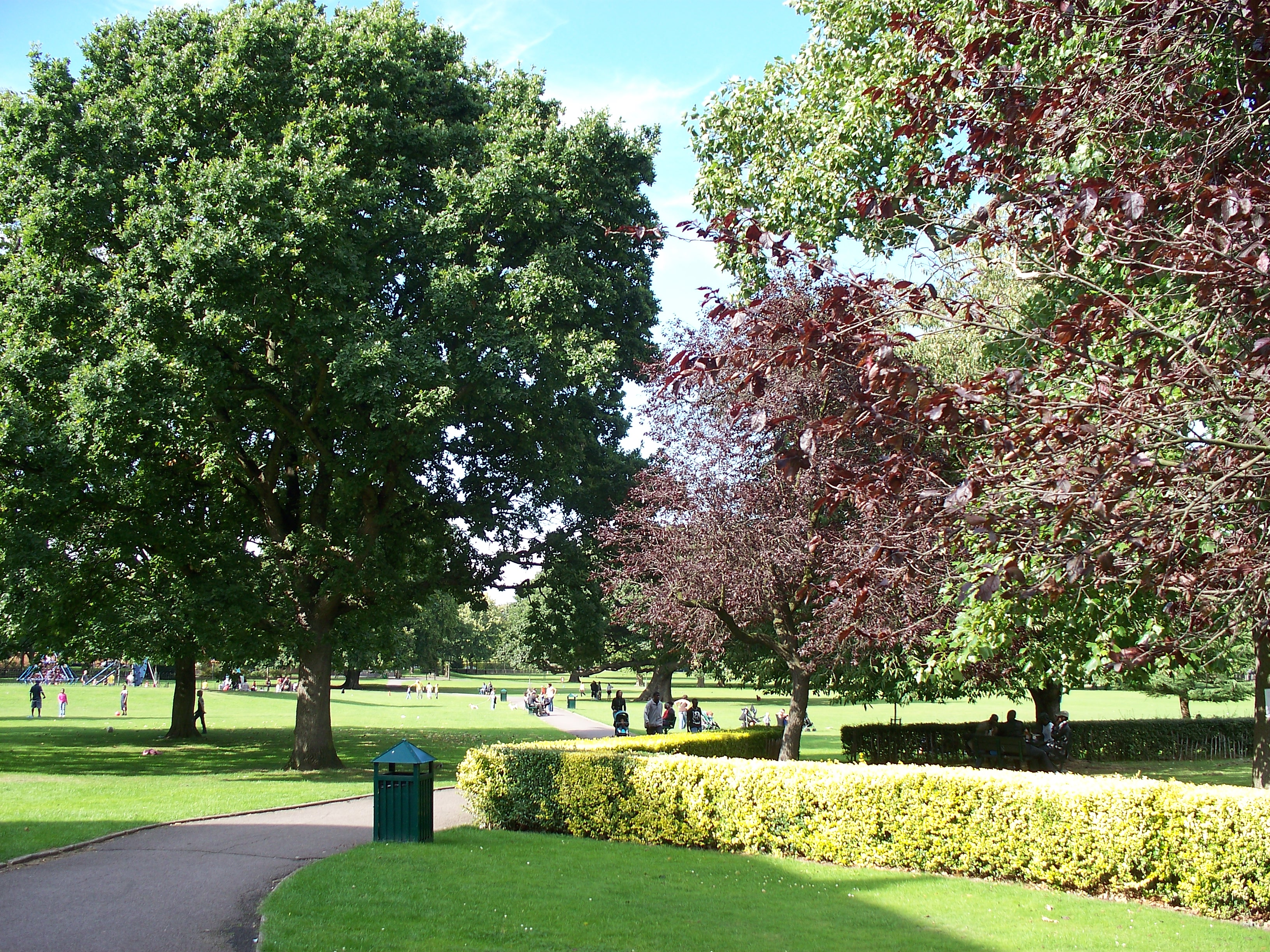
El parque público en los terrenos del Castillo de Bruce.

El primer registro conocido que hace referencia a estas temibles apariciones del fantasma data del año 1858, y casi doscientos años después de su muerte en la obra «Tottenham & Edmonton Advertiser» relata:

Una señora conocida nuestra ingresó en una reunión de un oficial indio que, al oír que llegó procedente de Tottenham, con entusiasmo le preguntó si había visto a la señora fantasmal del Castillo de Bruce. Unos años antes él había escuchado la siguiente historia de un oficial hermano cuando acamparon en una marcha en la India. Uno de los Lores de Coleraine había contraído matrimonio con una bella dama y mientras ella aún era joven fue presa de un violento odio contra él, ya sea por celos o no, no se sabe. Al principio él la confinó a la parte superior de la casa y a medida que transcurrió el tiempo la encerró en las habitaciones más pequeñas de la torre del reloj. Desde esta torre se podía ver los balcones de la casa y esta dama una noche logrando forzar la puerta logró salir y se arrojó con su niño en brazos desde el parapeto. El grito salvaje y desesperado despertó a toda la casa, pero solo sirvió para que la encontraran en el suelo junto a su bebé en las garras de la muerte. Cada año, cuando la espantosa noche viene (que es en noviembre), ronda la salvaje forma y se puede observar como se pone de pie sobre el mortal parapeto, y se oye su grito desesperado flotando sobre la bruma otoñal.

Esta triste leyenda ha quedado en el olvido, y ya no se han reportado avistamientos del fantasma en los últimos tiempos.

## Residentes en elSigloXVIII

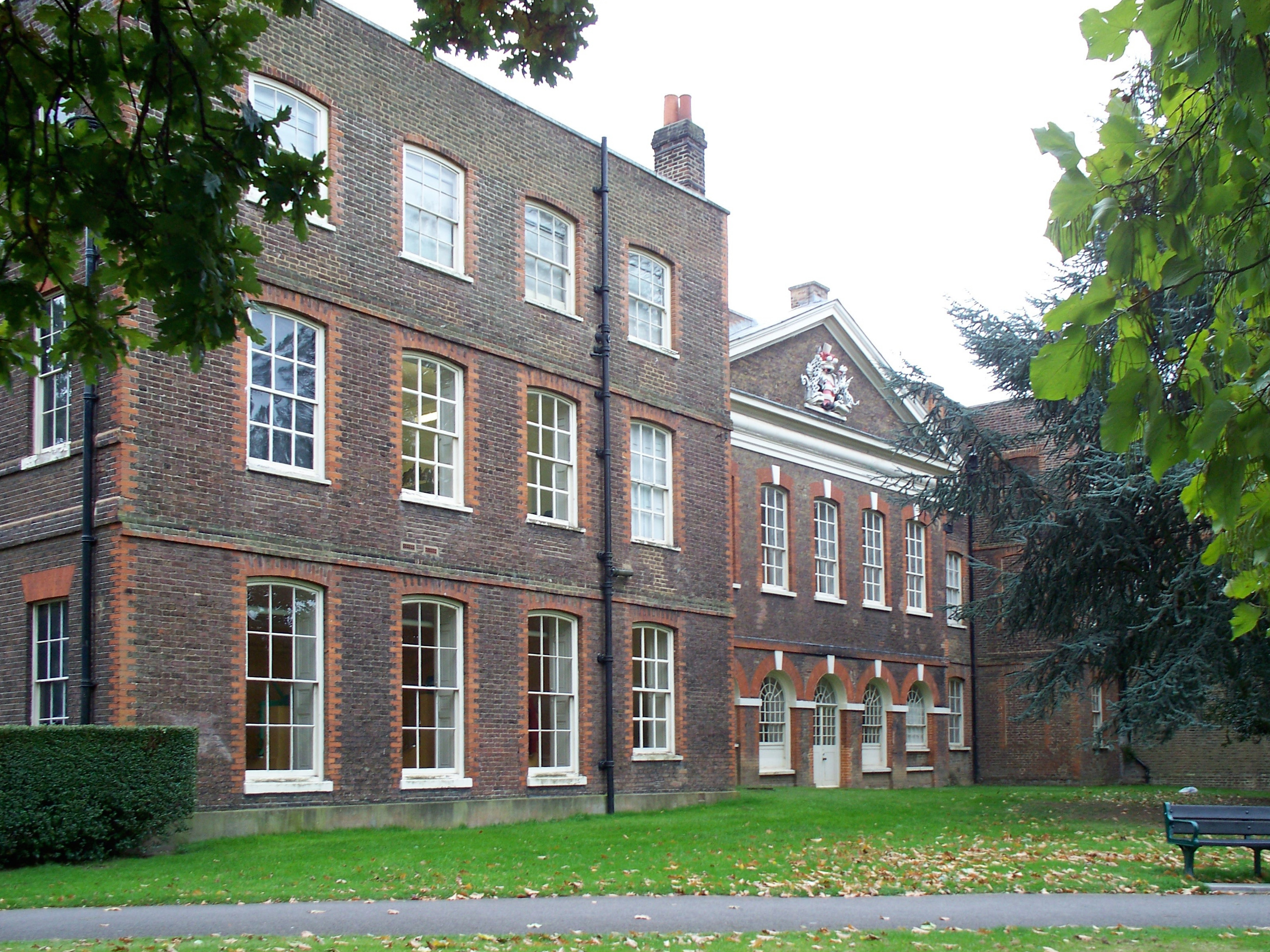
Vista del frontón norte con la cresta de Coleraine.

Sarah Hare falleció en 1692 y fue sepultada en la Abadía de Westminster, y Hare falleció en 1708, y fue sucedido por su hijo mayor Henry Hare, tercer barón de Coleraine. Henry Hare fue un destacado anticuario, y residió en el Castillo de Bruce solo por un breve tiempo a causa de sus largos viajes por Europa.
La casa fue remodelada una vez más bajo la posesión del tercer barón de Coleraine. Se construyeron varias habitaciones sobre el lado norte, y el frente de la fachada norte fue adornado con una gran cresta con brazos de Coleraine.
En realidad el matrimonio de Hare nunca llegó a consumarse, debido a que mantenía una relación amorosa con una mujer francesa, Rosa du Plessis, con quien tuvo su única hija, una niña llamada Henrietta Rosa Peregrina, nacida en Francia en 1745. Hare falleció en 1749 dejando sus tierras a la joven Henrietta de solo cuatro años de edad, aunque su reclamación fue rechazada por ser de nacionalidad francesa. Henrietta contrajo matrimonio a los 18 años de edad con James Townsend, y luego de varios años de resolver cuestiones legales, el estado entregó a su marido las tierras pertenecientes a su padre, incluido el Castillo de Bruce.

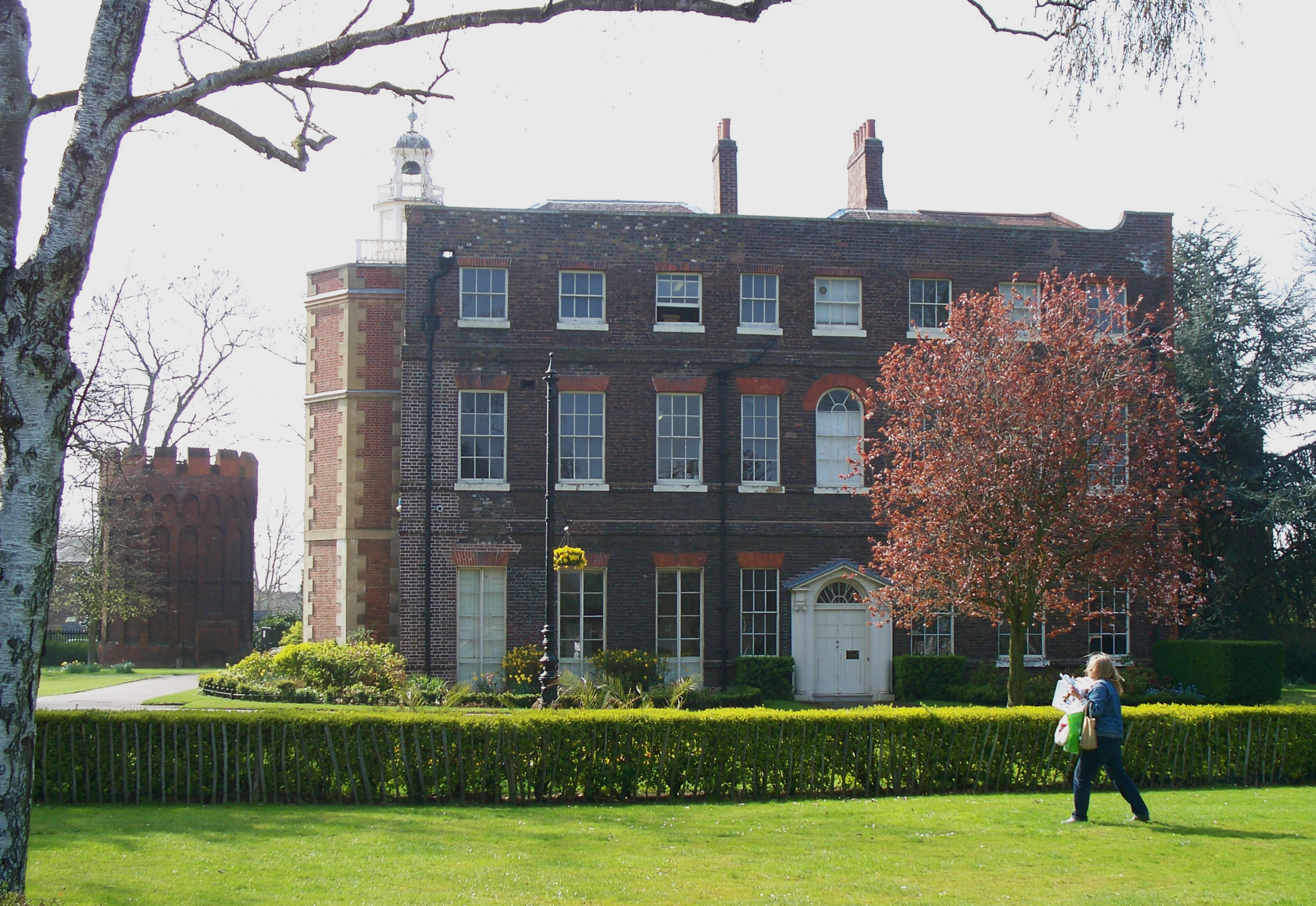
James Townsend remodeló a fachada este para obtener la apariencia de una típica casa georgiana.

James Townsend fue un ciudadano destacado en su época. Se desenvolvió como un magistrado, fue Miembro del Parlamento para West Looe, que era un municipio corrupto con privilegios de la realeza y con representación en la Cámara de los Comunes del Parlamento del Reino Unido. En 1772 fue elegido para el cargo de Lord Mayor de la ciudad de Londres, mientras que Henrietta llegó a ser una artista prominente, y muchos de sus grabados realizados durante el siglo XVIII en Tottenham se exhiben hoy en el Museo del Castillo de Bruce.
A finales de 1764 la casa fue remodelada nuevamente, esta vez bajo la propiedad de James Townsend. El estrecho frente del lado este fue remodelado para ser una de las entradas principales, y se le dio la apariencia arquitectónica de una típica casa de la época georgiana, mientras que a su vez se retiraron los áticos de dos aguas en el lado sur, dándole a la fachada la apariencia que conserva hasta hoy.
James y el hijo de Henrietta Townsend, Henry Hare Townsend, demostraron poco interés por las propiedades del castillo y nunca mostró interés en desempeñar el rol de señor de las tierras. Luego de alquilar la propiedad a una serie de inquilinos, finalmente terminaron vendiendo el Castillo de Bruce a Thomas Smith de La Honorable Sociedad de Gray's conocida comúnmente como Gray's Inn, quien usaba la residencia a modo de casa de fin de semana.

## John Eardley Wilmot
John Eardley Wilmot (1749-23 de junio de 1815) fue un miembro del Parlamento en representación de la localidad de Tiverton al este de Devon entre los años 1776 y 1784, y representante en el Parlamento por el Distrito de Coventry entre 1784 y 1796, y además en 1783 lideró una comisión parlamentaria que investigó los distintos eventos que condujeron a la Revolución estadounidense. También dirigió la tramitación de reclamaciones por indemnizaciones, y la oferta de viviendas básicas y disposiciones de los 60 000 colonialistas refugiados, conocidos como los «lealistas», que llegaron a Inglaterra a raíz de la independencia de los Estados Unidos.
Tras el comienzo de la Revolución francesa en 1789, una segunda oleada de refugiados arribó en Inglaterra. Aunque el gobierno británico en esta ocasión no ofreció ayuda en la organización a los refugiados. Wilmot, en asociación con William Wilberforce, Edmund Burke y George Nugent-Temple-Grenville, primer marqués de Buckingham, fundaron el Comité de Wilmot, que recaudó fondos para proporcionar alojamiento, comida y conseguir empleo para los refugiados provenientes de Francia, de los cuales un gran número se estableció en la zona de Tottenham.
En 1804 Wilmot se retiró de la actividad pública y se radicó definitivamente en el Castillo de Bruce, donde se dedicó a escribir sus memorias acerca de la Revolución estadounidense, y su participación personal en la investigación de las distintas causas y sus consecuencias de esta revolución. Sus escritos fueron publicados poco antes de su fallecimiento en 1815.
Luego de la muerte de Wilmot, un mercader de Londres llamado John Ede compró la casa y las tierras circundantes, y demolió la construcción del ala oeste. Esta sección nunca fue reconstruida, dejando al edificio con su forma sesgada actual. En 1827 Ede vendió la propiedad completa junto con las tierras al pedagogo y creador del primer sello postal de la historia Rowland Hill, proveniente del condado de Worcestershire, quien uso el edificio para fundar una escuela.

## Escuela de Hill

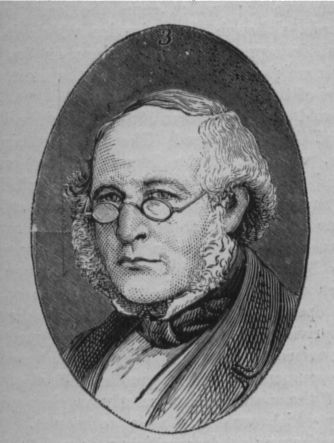
Sir Rowland Hill.

Hill y sus hermanos se hicieron cargo de la gestión de la escuela de su padre en Birmingham en 1819, y se trasladaron al Castillo de Bruce en 1827 con Rowland Hill como director. La escuela siempre fue regida con una línea o doctrina política reformista radical inspirada por los amigos de Hill: Thomas Paine, Richard Price y Joseph Priestley.
Desde el comienzo se hizo hincapié en que los profesores debían inculcar a sus alumnos por sobre todas las cosas el deseo de aprender y no solo enseñar por el simple hecho de transmitir un conocimiento. El castigo corporal dentro de la escuela fue abolido y las presuntas transgresiones por parte de los alumnos eran juzgadas por un tribunal formado por sus compañeros. Además la escuela diseñó su propio plan de estudios con conceptos bastante radicales o innovadores para su época ya que implementó, por ejemplo, la enseñanza de lenguas extranjeras, ciencias e ingeniería. Hasta ese momento, los planes de estudio se limitaban casi siempre a los temas clásicos, y por ser una escuela de ingeniería debió incluir un nuevo plan de estudios casi único.
Entre sus estudiantes más destacados, la escuela educó a los hijos de varios diplomáticos asentados en Londres, particularmente aquellos provenientes de las nuevas naciones independientes de América del Sur, y a los hijos del pionero en computación Charles Babbage.

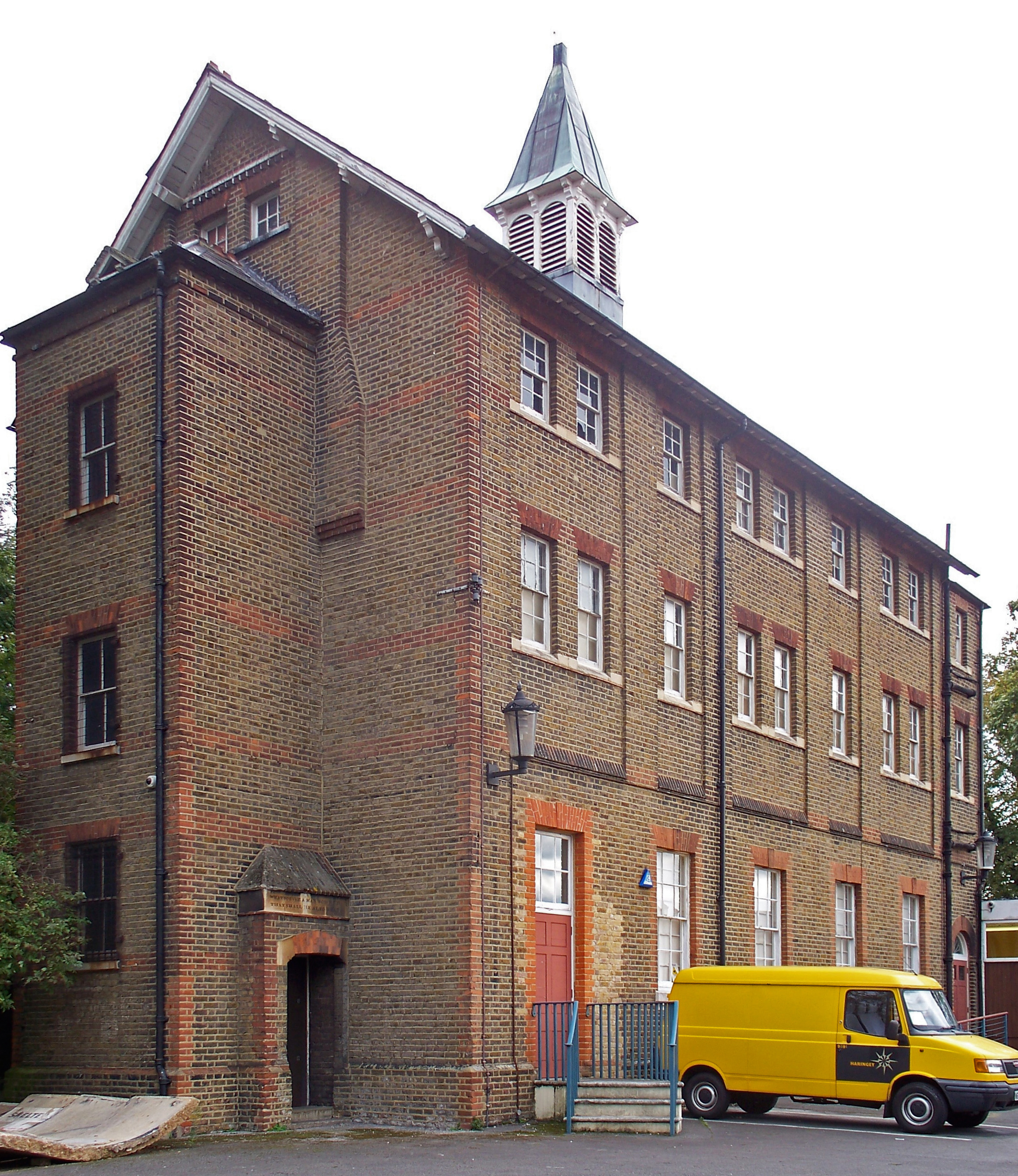
Extensión realizada durante el durante el período que funcionó la escuela de Hill.

En 1839 Rowland Hill, quien redactó una influyente propuesta para la reforma del servicio postal de Inglaterra, fue puesto a cargo de la Oficina postal general del Reino Unido (en inglés: Royal Mail), donde introdujo por primera vez en el mundo el uso del sello postal, por lo que debió delegar la dirección de la escuela a su hermano menor Arthur Hill. Arthur se retiró en 1868, y le sucedió en el cargo su hijo George Birkbeck Norman Hill.

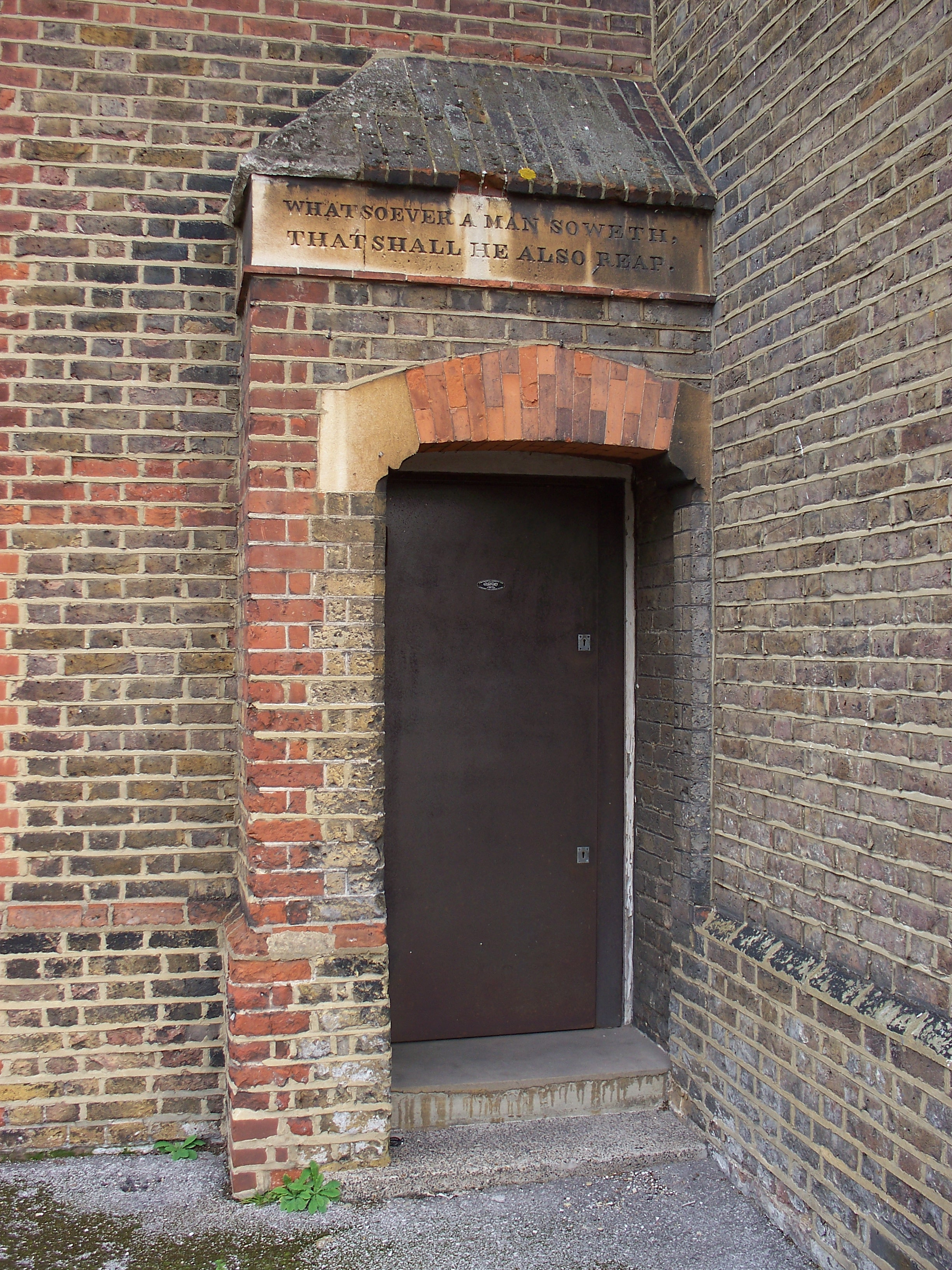
Entrada trasera del edificio. La inscripción sobre el portal dice: "Lo que el hombre sembrare, eso también segará".

Durante los años que funcionó la escuela en el Castillo de Bruce, las características de la zona cambiaron más allá de lo reconocible. Históricamente, Tottenham consistía de 4 villas ubicadas sobre la calle Ermine Street (posteriormente la Ruta A10), rodeadas por granjas y pantanos. La construcción de la línea ferroviaria de la Northern and Eastern Railway en 1840, junto con la estación de Tottenham Hale y la estación Marsh Lane, hizo posible por primera vez el trayecto entre Tottenham y el centro de Londres dándole a esta región un importante acceso al Puerto de Londres; aunque el trayecto es algo complicado con las ocho millas de recorrido a través de Stratford, siendo más del doble de la distancia que recorre la carretera directa. En 1872 la compañía Great Eastern Railway abrió una línea directa desde la estación Enfield hasta la estación de Liverpool Street, incluida la estación de Bruce Grove, cercana al Castillo de Bruce. Esta línea ferroviaria siempre tiene tarifas subvencionadas por riesgos de accidentes de trabajo para así permitir a los viajeros menos pudientes viajar a diario desde Tottenham hasta el centro de Londres. Al ser un punto principal de la red ferroviaria, Tottenham pasó a ser una zona residencial e industrial muy importante. Para finales del siglo XIX el único área conservada sin desarrollar eran las tierras pertenecientes al Castillo de Bruce, las costas anegadas del río Lee en la zona de las marismas de Tottenham y el río Moselle en el distrito de Broadwater Farm al norte de Londres.
En 1877 Birkbeck Hill se retiró del cargo de director, poniendo fin a la relación de su familia con la escuela. Finalmente la escuela cerró en 1891, y el Buró Municipal de Tottenham adquirió las tierras junto con el castillo. Las tierras fueron convertidas en el Parque del Castillo de Bruce, y fueron abiertas al público en junio de 1892, El primer parque público en Tottenham. La casa fue abierta al público como el Museo del Castillo de Bruce en 1906.

### ObraTottenhamde Heraud
El castillo de Bruce es mencionado en Tottenham, una poesía romántica escrita en estancias spenserianas por John Abraham Heraud en 1820, en la que se describe la vida de Robert de Bruce, que a continuación se incluye junto a su traducción literal al español:
| Lovely is moonlight to the poet's eye, That in a tide of beauty bathes the skies, Filling the balmy air with purity, Silent and lone, and on the greensward dies— But when on ye her heavenly slumber lies, TOWERS OF BRUS! 'tis more than lovely then.— For such sublime associations rise, That to young fancy's visionary ken, 'Tis like a maniac's dream — fitful and still again. | Amada es la luz de la luna a los ojos del poeta, como si una marea de belleza bañara el cielo, llenando el aire tibio con la pureza, silenciosa y solitaria, que en el césped muere,— pero cuando en vosotros su sueño celestial se encuentra, ¡la TORRE de BRUS! es más hermosa entonces.— Para tales asociaciones del sublime lugar, que la fantasía del joven visionario Ken, Es como el sueño de un maníaco — irregular y aún más. |

## El castillo hoy en día

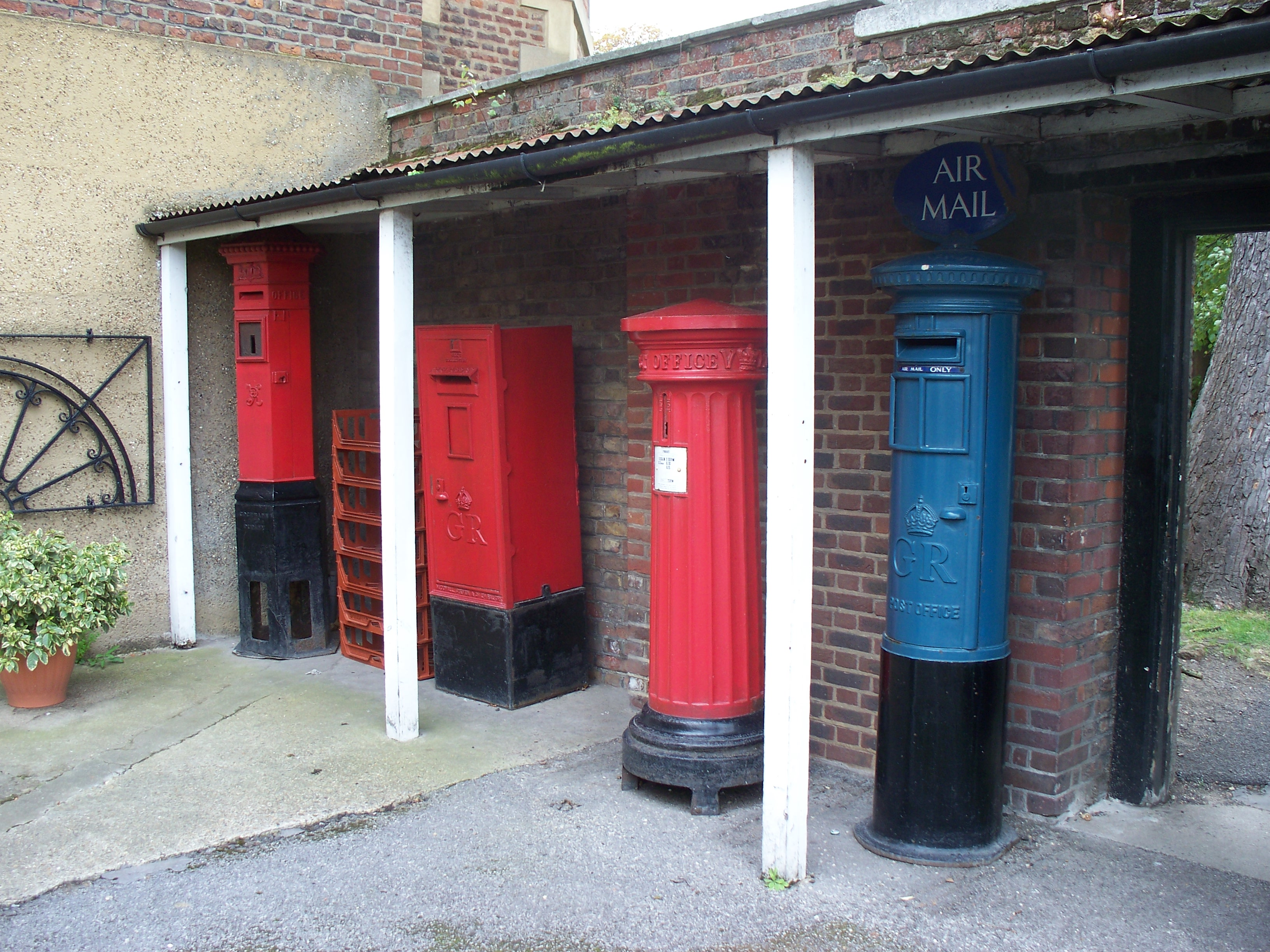
Muestra de unos buzones antiguos.

Hoy el Castillo de Bruce es un museo, y posee los archivos del Municipio Londinence de Haringey, y es un sitio de exhibición permanente del pasado presente y futuro de municipio Haringey y sus personalidades, donde se exhibe una muestra de la historia contemporánea de la región. Entre otras exhibiciones se incluye la historia de Rowland Hill y el Servicio Postal, una significante colección de fotografías antiguas, la colección de documentos históricos de los distintos señoríos y rollos de la corte relacionados con la región, y una de las pocas copias disponibles en la actualidad para el público de los Spurs Opus, que relata la historia completa del club deportivo Tottenham Hotspur Football Club. En 1949, el edificio fue registrado en la Lista de Edificios del Reino Unido con la categoría de «Grado I»; la torre circular fue catalogada por separado el mismo día también como de «Grado I», y los muros circundantes del sur y oeste del parque, construidos durante el siglo XVII fueron catalogados como de «Grado II» en 1974. En 1969 el museo del castillo también se convirtió en cede del museo del regimiento de la Armada Británica bajo el mando del Duque de Cambridge conocido como Middlesex Regiment; cuya colección fue trasladada posteriormente al National Army Museum.
En julio de 2006 una importante comunidad arqueológica realizó unas excavaciones en el castillo para el Centro de Investigaciones y el Archivo Arqueológico del Museo de Londres, como parte de las celebraciones del centenario de la apertura del Museo del Castillo de Bruce, en el cual un gran número de jóvenes de la localidad participaron de la jornada. En estas excavaciones fueron descubiertas una gran cantidad de objetos descartados de uso cotidiano, así como las bases de caliza de lo que parece ser una casa anterior construida en el mismo sitio.